# Klugenotus capitonia
Klugenotus capitonia is een mosdiertjessoort uit de familie van de Cerioporidae. De wetenschappelijke naam van de soort is, als Klugea capitonia, voor het eerst geldig gepubliceerd in 1965 door Androsova.